# Grêmio Esportivo Tiradentes
Grêmio Esportivo Tiradentes was een Braziliaanse voetbalclub uit Ceilândia, in het Federaal District.

## Geschiedenis
De club werd opgericht op 3 februari 1979 als Grêmio Olímpico Tiradentes na een fusie tussen Grêmio de Tiro da Polícia Militar do Distrito Federal en Sociedade Esportiva de Tiro ao Alvo Tiradentes. Later fuseerde de club ook nog met Grupo de Escoteiros Dom Bosco. Deze club werd op 3 februari 1967 opgericht en dit werd dan ook als oprichtingsdatum aangehouden voor Grêmio Tiradentes.
Vanaf 1980 speelde de club in de hoogste klasse van het Campeonato Brasiliense. In 1984 speelde de club in de Série B en werd daar in de eerste ronde uitgeschakeld door Itumbiara. In 1988 werd de club staatskampioen en mocht zo deelnemen aan de Série C en werd twee keer op rij groepswinnaar. In de derde fase werd de club laatste in zijn groep. Bij de volgende deelname, vier jaar later, strandde de club in de eerste ronde. In 1994 speelde de club een tweede keer in de Série B, maar werd laatste in zijn groep en degradeerde het volgende seizoen naar de Série C, waar de club weer in de eerste ronde strandde.
In 1995 ging de club een samenwerking aan met CR Flamengo en heette zo twee seizoenen Flamengo Esportivo Tiradentes de Brasília. De club werd dan inactief tot 2000 en probeerde dan een comeback te maken, maar dit mislukte en in 2001 werd het team dan opgeheven.

## Erelijst
Campeonato Brasiliense
1988

## Bekende ex-spelers
- Caio Cambalhota